# Sharon (Vermont)
Sharon  ist eine Town im Windsor County des Bundesstaates Vermont in den Vereinigten Staaten mit 1560 Einwohnern (laut Volkszählung von 2020).

## Geografie

### Geografische Lage
Sharon liegt im Nordosten des Windsor Countys. Der White River durchfließt die Town von Sharon aus Westen kommend in südöstlicher Richtung um wenig später in den Connecticut River zu münden. Die Town ist durchzogen von diversen Flüssen, die zumeist im White River, aber zum Teil auch im Connecticut River münden. Mehrere Seen befinden sich auf dem Gebiet der Town, wie der Crescent Lake im Nordosten, der Standing Pond im Nordwesten oder der Mitchell Pond im Südosten. Sharon liegt im sogenannten Upper Valley, einer Region in Vermont und New Hampshire entlang des Connecticut.

### Nachbargemeinden
Alle Entfernungen sind als Luftlinie zwischen den offiziellen Koordinaten der Orte aus der Volkszählung 2010 angegeben.
- Norden: Strafford, 8,6 km
- Nordosten: Thetford, 20,7 km
- Osten: Norwich, 12,4 km
- Südosten: Hartford, 6,8 km
- Süden: Pomfret, 9,0 km
- Südwesten: Barnard, 22,4 km
- Westen: Royalton, 13,8 km
- Nordwesten: Tunbridge, 6,7 km

### Klima
Die mittlere Durchschnittstemperatur in Sharon liegt zwischen −7,8 °C (18 °F) im Januar und 20,5 °C (69 °F) im Juli. Damit ist der Ort gegenüber dem langjährigen Mittel Vermonts um etwa 2 Grad kühler. Die Schneefälle zwischen Oktober und Mai liegen mit deutlich mehr als zwei Metern (bei einem Spitzenwert im Januar von knapp 50 cm) ungefähr doppelt so hoch wie die mittlere Schneehöhe in den USA. Die tägliche Sonnenscheindauer liegt am unteren Rand des Wertespektrums der USA.

## Geschichte

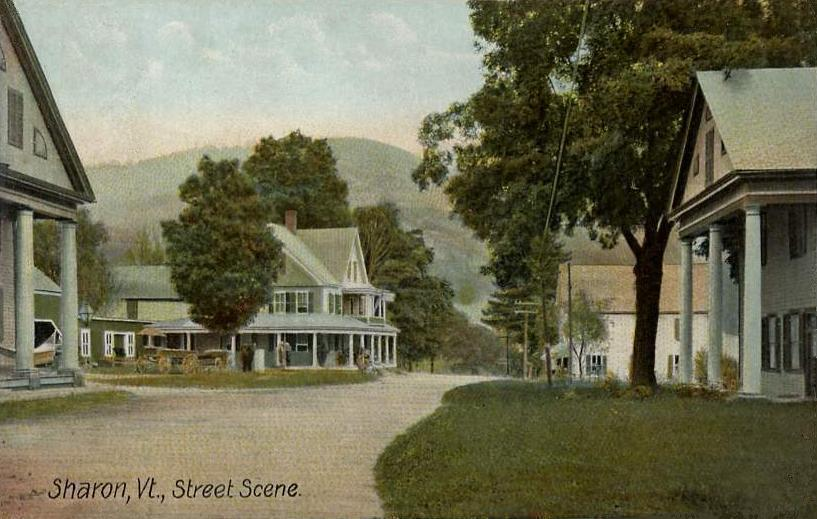
Sharon um 1906

Sharon wurde am 17. August 1761 als einer der New Hampshire Grants von Benning Wentworth gegründet. Der Grand ging an John Taylor und 62 weitere Siedler. Das erste Town-Meeting fand am 30. November 1761 in Plainfield statt. Die Vermessungsarbeiten wurden von Joshua Dunlap durchgeführt und im Frühjahr 1763 entstanden die ersten Anbauflächen. 1764 wurde die Town unter die Gerichtsbarkeit der Provinz New York gestellt und gehörte zum ehemaligen Cumberland County. Als das Cumberland County im Jahr 1772 geteilt wurde, gelangten die Towns nördlich von Sharon zum Gloucester County und die Bewohner von Sharon dachten, dass auch sie nun diesem County angehören würden. Der Irrtum klärte sich, als 1777 die Vermont Republic gegründet wurde. Als das Cumberland County im Jahr 1781 geteilt wurde, verblieb Sharon im neu gegründeten Windsor County.
Sharon wurde neben Royalton und Tunbridge beim Royalton Raid am 16. Oktober 1780 durch eine Gruppe von 300 Kriegern der Mohawk unter der Führung von Leutnant Houghton der Britischen Armee angegriffen. Die Ansiedlungen entlang des White Rivers wurden niedergebrannt. Aus Sharon wurden zwei Einwohner nach Kanada verschleppt.
Joseph Smith, der Gründer der Kirche Jesu Christi der Heiligen der Letzten Tage und Prophet des Mormonentums, wurde 1805 in Sharon geboren.
Beim Neuengland-Hurrikan im Jahr 1827 wurde Sharon schwer von den Fluten des White Rivers zerstört.

### Einwohnerentwicklung
| Jahr      | 1700 | 1710 | 1720 | 1730 | 1740 | 1750 | 1760 | 1770 | 1780 | 1790 |
| --------- | ---- | ---- | ---- | ---- | ---- | ---- | ---- | ---- | ---- | ---- |
| Einwohner |      |      |      |      |      |      |      |      |      | 569  |
| Jahr      | 1800 | 1810 | 1820 | 1830 | 1840 | 1850 | 1860 | 1870 | 1880 | 1890 |
| Einwohner | 1158 | 1363 | 1431 | 1459 | 1371 | 1240 | 1111 | 1013 | 1012 | 737  |
| Jahr      | 1900 | 1910 | 1920 | 1930 | 1940 | 1950 | 1960 | 1970 | 1980 | 1990 |
| Einwohner | 709  | 585  | 545  | 569  | 530  | 470  | 485  | 541  | 828  | 1211 |
| Jahr      | 2000 | 2010 | 2020 | 2030 | 2040 | 2050 | 2060 | 2070 | 2080 | 2090 |
| Einwohner | 1411 | 1502 | 1560 |      |      |      |      |      |      |      |

## Kultur und Sehenswürdigkeiten

### Parks
Im Nordosten liegt der 1910 gegründete 285 ha große Charles Downer State Forest. Dort baute im Jahr 1930 das Civilian Conservation Corps eine See, der heute zum Bootfahren genutzt wird. Im State Forest finden heute in den Gebäuden des Civilian Conservation Corps Ferienlager für Kinder statt.

## Wirtschaft und Infrastruktur

### Verkehr
Entlang des White Rivers verläuft die Interstate 89 und die Vermont State Route 14. In nordöstlicher Richtung zweigt im Village Sharon die Vermont State Route 132 ab.
Die Bahnstrecke Windsor–Burlington führt durch Sharon.

### Öffentliche Einrichtungen
Das  Dartmouth-Hitchcock Medical Center in Hanover ist das nächstgelegene Krankenhaus für Sharon.
Die Baxter Memorial Library befindet sich an der Route 14 im Village Sharon.

### Bildung
Die Sharon Elementary School umfasst Klassen von Pre-School und Kindergarten bis zur 6. Klasse.
Mit der Sharon Academy gibt es eine Middle und High School in Sharon. Diese Schule ist teilweise eine Privatschule.
Die Vermont Independent School of Art befindet sich in Sharon.
Sharon gehört zur White River Valley Supervisory Union.

## Persönlichkeiten

### Söhne und Töchter der Stadt
- Joseph Smith (1805–1844), Gründer der Kirche Jesu Christi der Heiligen der Letzten Tage
- Robby Mook (* 1979), politischer Berater und Stratege der Demokratischen Partei, Wahlkampfmanager von Hillary Clinton
- John Spaulding (1790–1870), Politiker, Vermont State Treasurer
- Charley Parkhurst (1812–1879), Kutscher, nach seinem Tod stellte sich heraus, dass er eine Frau war